# 吴白龙
吴白龙（朝鲜语：／，1914年10月24日—1984年4月6日），生于咸镜北道会宁，朝鲜民主主义人民共和国政治家、军人。朝鲜人民军大将。

## 生平
1933年，在满洲參加东北人民革命军独立师。此后在东北抗日联军中逐步升至团长。1945年随苏联红军参加对日本的八月风暴行动。日本投降后，作为金日成领导的朝鲜工作团的成员，随苏联红军返回朝鲜。
1948年，朝鮮民主主義人民共和國建立。1950年朝鲜战争爆發，任朝鮮人民軍第8師師長、參與釜山攻防戰。1953年，任朝鲜人民军第7军副軍長，晉升少將。1967年，出任民族保卫省副相，晋升上将。1969年，出任朝鲜劳动党中央军事委员会副委员长，同年任工农赤卫队总司令。1972年，出任中央人民委员会国防委员会副委员长。1980年，当选朝鲜劳动党中央政治局委员、朝鲜劳动党中央军事委员会委员。
1984年4月6日，吴白龙病逝。
2014年10月23日，“纪念革命烈士吴白龙诞辰一百周年中央报告会”在朝鮮民主主義人民共和國首都平壤举行。金己男、崔龙海、李勇武等领导以及朝鲜党军政机关、社会团体、各省、中央一级的干部，朝鲜人民军官兵，吴白龙的家属，平壤市机关、工厂企业干部、有功者及劳动模范出席了报告会。朝鲜人民武力部部长玄永哲作报告。

## 家族
- 长子：吴锦哲上将，1947年生，前朝鲜人民军空军司令，朝鲜劳动党中央委员、总参谋部副总参谋长。
- 次子：吴哲山上将，2010年4月晋升上将，朝鲜人民军海军司令部政委。
- 侄孙女：吳惠善，1966年生，前朝鮮駐英國公使太勇浩的妻子，全家於2016年7月脫北。